# Lista orașelor fantomă, din provincia Alberta
Lista orașelor fantomă, din provincia Alberta, Canada
| Oraș fantomă      | Amplasare                                        | Locatie                                           | Descriere              | Anul (de vârf) | Populatie (maxim) | Populatie |
| ----------------- | ------------------------------------------------ | ------------------------------------------------- | ---------------------- | -------------- | ----------------- | --------- |
| Alderson          | Cypress County                                   | 50°17′00″N 111°20′00″W / 50.28335°N 111.3333°V    |                        |                |                   |           |
| Alexo             | Clearwater County                                | 52°28′00″N 115°48′00″W / 52.46667°N 115.7999°V    |                        |                |                   |           |
| Allerston         | County of Warner No. 5                           | 49°08′40″N 111°45′51″W / 49.14458°N 111.7642°V    |                        |                |                   |           |
| Allingham         | Kneehill County                                  | 51°42′00″N 113°36′00″W / 51.69999°N 113.5999°V    |                        |                |                   |           |
| Altorado          | County of Forty Mile No. 8                       |                                                   |                        |                |                   |           |
| Amber Valley      | Athabasca County                                 | 54°44′00″N 112°55′00″W / 54.73333°N 112.9166°V    |                        |                |                   |           |
| Anthracite        | Improvement District No. 9 (Banff National Park) | 51°11′57″N 115°30′01″W / 51.19916°N 115.5003°V    |                        |                |                   |           |
| Ardenode          | Wheatland County                                 | 51°08′49″N 113°25′23″W / 51.14707°N 113.4231°V    |                        |                |                   |           |
| Ardley            | Red Deer County                                  | 52°16′00″N 113°14′00″W / 52.26668°N 113.2332°V    |                        |                |                   |           |
| Bankhead          | Improvement District No. 9 (Banff National Park) | 51°12′00″N 115°32′00″W / 51.19998°N 115.5333°V    |                        |                | 1,000             |           |
| Bardo             | Beaver County                                    | 53°18′06″N 112°41′04″W / 53.30172°N 112.6845°V    |                        |                |                   |           |
| Battle Bend       | Flagstaff County                                 | 52°26′03″N 111°26′39″W / 52.43410°N 111.4442°V    |                        |                |                   |           |
| Beazer            | Cardston County                                  | 49°06′57″N 113°28′51″W / 49.11575°N 113.4807°V    |                        |                |                   |           |
| Belloy            | Birch Hills County                               | 55°45′00″N 118°15′00″W / 55.74995°N 118.24997°V   |                        |                |                   |           |
| Bindloss          | Special Area No. 2                               | 50°52′43″N 110°16′32″W / 50.87872°N 110.2756°V    |                        |                |                   |           |
| Bingham           | County of Forty Mile No. 8                       |                                                   |                        |                |                   |           |
| Buffalo           | Special Area No. 2                               | 50°48′00″N 110°40′00″W / 50.80001°N 110.6666°V    |                        |                |                   |           |
| Bulwark           | County of Paintearth No. 18                      | 52°15′00″N 111°35′00″W / 52.24999°N 111.5833°V    |                        |                |                   |           |
| Butte             | Clearwater County                                | 52°11′00″N 114°44′00″W / 52.18334°N 114.7333°V    |                        |                |                   |           |
| Coalspur          | Yellowhead County                                | 53°11′00″N 117°01′02″W / 53.18340°N 117.0171°V    |                        |                |                   |           |
| Commerce          | County of Lethbridge                             | 49°55′01″N 112°56′21″W / 49.91691°N 112.9393°V    |                        | 1921           | 360               |           |
| Conquerville      | County of Forty Mile No. 8                       | 49°40′10″N 111°13′25″W / 49.66955°N 111.2237°V    |                        |                |                   |           |
| Conrad            | County of Forty Mile No. 8                       | 49°31′00″N 111°58′00″W / 49.51667°N 111.9666°V    |                        |                |                   |           |
| Del Bonita        | Cardston County                                  | 49°01′46″N 112°47′21″W / 49.02945°N 112.7892°V    |                        |                |                   |           |
| Dorothy           | Starland County                                  | 51°18′00″N 112°19′00″W / 51.30002°N 112.3166°V    |                        | 1920s          | 100               |           |
| East Coulee       | Town of Drumheller                               | 51°20′11″N 112°29′22″W / 51.33632°N 112.4894°V    |                        | 1930s          | 3,000             | 177       |
| Embarras Landing  | Yellowhead County                                | 53°18′00″N 116°54′00″W / 53.30000°N 116.9000°V    |                        |                |                   |           |
| Evarts            | Red Deer County                                  | 52°15′38″N 114°16′18″W / 52.260556°N 114.271667°V |                        | 1915           | 22                |           |
| Frankburg         | Cardston County                                  | 50°31′44″N 113°38′39″W / 50.52880°N 113.6442°V    |                        |                |                   |           |
| Georgetown        | Municipal District of Bighorn No. 8              | 51°06′28″N 115°23′38″W / 51.10774°N 115.39393°V   |                        |                |                   |           |
| Harrisville       | Cardston County                                  |                                                   |                        |                |                   |           |
| Judson            | Cardston County                                  | 49°32′00″N 112°21′00″W / 49.53332°N 112.3499°V    |                        |                |                   |           |
| Kimball           | Cardston County                                  | 49°05′00″N 113°12′00″W / 49.08335°N 113.1999°V    |                        |                | 8,000             |           |
| Kovach            | Kananaskis Improvement District                  | 50°56′00″N 115°12′00″W / 50.93335°N 115.1999°V    |                        |                |                   |           |
| Legend            | County of Forty Mile No. 8                       | 49°28′55″N 111°35′51″W / 49.48208°N 111.5975°V    |                        |                |                   |           |
| Lille             | Municipality of Crowsnest Pass                   | 49°39′05″N 114°23′52″W / 49.65137°N 114.3977°V    |                        |                |                   |           |
| Luscar            | Yellowhead County                                | 53°04′06″N 117°24′01″W / 53.06821°N 117.4003°V    |                        |                |                   |           |
| Maybutt           | County of Warner No. 5                           | 49°31′04″N 112°31′42″W / 49.51788°N 112.5282°V    |                        | 1920s          | 250               | 2         |
| Mercoal           | Yellowhead County                                | 53°10′00″N 117°05′00″W / 53.16666°N 117.0833°V    |                        |                |                   |           |
| Mintlaw           | Red Deer County                                  | 52°13′18″N 113°54′52″W / 52.22179°N 113.9144°V    |                        |                |                   |           |
| Mitford           | Rocky View County                                | 51°12′44″N 114°33′03″W / 51.21212°N 114.5508°V    |                        |                |                   |           |
| Mountain Park     | Yellowhead County                                | 52°55′00″N 117°16′00″W / 52.91668°N 117.2666°V    |                        |                |                   |           |
| Nemiscam          | County of Forty Mile No. 8                       | 49°29′00″N 111°16′00″W / 49.48332°N 111.2666°V    |                        |                |                   |           |
| Nordegg           | Clearwater County                                | 52°28′05″N 116°04′53″W / 52.46800°N 116.0814°V    |                        |                | 3,000             |           |
| Pakowki           | County of Forty Mile No. 8                       | 49°27′57″N 110°56′52″W / 49.46594°N 110.9477°V    |                        |                |                   |           |
| Port Cornwall     | Municipal District of Lesser Slave River No. 124 | 55°10′01″N 114°03′30″W / 55.166944°N 114.058333°V |                        | 1913           | 200               |           |
| Pendant d'Oreille | County of Forty Mile No. 8                       | 49°12′10″N 110°52′00″W / 49.20273°N 110.8666°V    |                        |                |                   |           |
| Raley             | Cardston County                                  | 49°17′26″N 113°10′56″W / 49.29059°N 113.1821°V    |                        |                |                   |           |
| Retlaw            | Municipal District of Taber                      | 50°04′00″N 112°16′00″W / 50.06667°N 112.2666°V    |                        |                |                   |           |
| Rowley            | Starland County                                  | 51°45′55″N 112°47′17″W / 51.76530°N 112.7880°V    |                        | 1920           | 500               |           |
| Taylorville       | Cardston County                                  | 49°02′00″N 113°07′00″W / 49.03331°N 113.1166°V    |                        |                |                   |           |
| Tollerton         | Yellowhead County                                | 53°32′09″N 116°28′10″W / 53.535833°N 116.469444°V |                        | 1916           | 180               |           |
| Travers           | Vulcan County                                    | 50°15′07″N 112°32′51″W / 50.25198°N 112.5476°V    |                        |                |                   |           |
| Twin River        | Cardston County                                  |                                                   |                        |                |                   |           |
| Wardlow           | Special Area No. 2                               | 50°54′23″N 111°33′03″W / 50.90644°N 111.5509°V    |                        |                |                   |           |
| Whiskey Gap       | Cardston County                                  | 49°01′57″N 113°01′59″W / 49.03250°N 113.0331°V    |                        |                |                   |           |
| Whitford          | Lamont County                                    | 53°52′00″N 112°13′00″W / 53.86665°N 112.2166°V    |                        |                |                   |           |
| Whitla            | County of Forty Mile No. 8                       | 49°52′00″N 111°03′00″W / 49.86669°N 111.0499°V    |                        |                |                   |           |
| Wimborne          | Kneehill County                                  | 51°51′55″N 113°35′39″W / 51.86525°N 113.5941°V    |                        |                |                   |           |
| Windfall          | Woodlands County                                 | 54°11′14″N 116°13′10″W / 54.1872°N 116.2194°V     | Canadian Fina Oil Ltd. | 1961           | 101               |           |
| Winnifred         | County of Forty Mile No. 8                       | 49°54′00″N 111°12′00″W / 49.89999°N 111.1999°V    |                        |                |                   |           |
| Woolford          | Cardston County                                  | 49°11′00″N 113°08′00″W / 49.18334°N 113.1333°V    |                        | 1910           |                   |           |
| Wostok            | Lamont County                                    | 53°51′00″N 112°28′00″W / 53.85000°N 112.4666°V    |                        |                |                   |           |